# Vite perdite
Vite perdite è un album del 1993 di Daniele Sepe.
La title song è cantata da Zulù dei 99 Posse ed il testo latino è tratto dal De vita et moribus Iulii Agricolae di Publio Cornelio Tacito. Il brano Tarantella del Gargano, composizione tradizionale del XVI secolo scoperta e portata al pubblico da Roberto De Simone con la Nuova Compagnia di Canto Popolare negli anni settanta, è stato eseguito con l'ensemble dei Tuba furiosa e registrato dal vivo nella Piscina mirabilis.

## Tracce
1. Prologo "Epitaffio di Sicilo"
2. Vite perdite
3. Tempus est iocundum
4. Nu hoppar haren kroka
5. Raggasthausen
6. Sovietica vesuvianità
7. Girolimoni n. 1
8. Zelle, zeze e zezzenelle
9. Tarantella del Gargano
10. La manu 'mpettu
11. Saltarello
12. Girolimoni n. 4
13. Chamorro cha cha
14. Zamba del Che
15. Lunita Tucumana
16. Girolimoni n. 3
17. Auciello r'o mio
18. Miseni Ductia
19. Tema di Maddalena
20. Epilogo